# Saatschnellkäfer
| Längsschnitt durch den 1. Brustabschnitt (Prothorax) (nach Reitter) |                             |
| |                             |
| Bild 1: Agriotes lineatus | Bild 2: Dalopius marginatus |
| gelb: Halsschild; rot: Vorderbrust grün: Halsschildseitenrand A: Vorderrand der Vorderbrust (Prosternallappen) B: Dornfortsatz am Hinterende der Vorderbrust C: Halsschildhinterwinkel D: Vorderrand des Halsschildes |                             |

|                                   |
| Bild 3: Seitenansicht             |
|                                   |
| Bild 4: Unterseite                |
|                                   |
| Bild 5: Stirnleisten, rechts grün |

|                                     |
| Bild 6: Prosternalnaht, rechts grün |
|                                     |
| Bild 7: Schenkeldecken, rechts grün |
|                                     |
| Bild 8: Larve (Drahtwurm)           |

Der Saatschnellkäfer (Agriotes lineatus) ist ein Käfer aus der Familie der Schnellkäfer und der Unterfamilie der Agriotinae. Der gelbliche bis braune Käfer zeigt auf den Flügeldecken abwechselnd helle und dunkle braune Längsstreifen. Er wird 7,5 bis 10,5 Millimeter lang. Die Larve ist auf Kulturböden ein weit verbreiteter Schädling.
Die Art wird nur in den Roten Listen von Rheinland-Pfalz geführt und dort als nicht gefährdet  eingestuft.

## Bemerkungen zum Namen
Als Erstbeschreibung gilt die Beschreibung von Linnaeus 1767 unter dem Namen Elater lineatus. Linné weist dort jedoch selbst darauf hin, dass er den Käfer bereits 1761 in seiner Fauna Svecica unter der Nr. 723 beschrieben habe. Beide Beschreibungen stimmen in der Formulierung elytris testaceis linearibus (lat. Flügeldecken backsteinfarben mit Linien) überein. Diese Eigenschaft erklärt auch den Artnamen lineātus (lat. liniiert).
Der Gattungsname Agriōtes (altgr. αγριώτης agriōtes, Landmann) sagt aus, dass man die Arten auf Feldern findet, was auch auf Agriotes lineatus zutrifft. Dies erklärt auch den deutschen Namen „Saatschnellkäfer“.
Die Gattung Agriotes ist in Europa mit 35 Arten, weltweit mit etwa 45 Arten vertreten.

## Beschreibung des Käfers
Die Halsschildseiten des Käfers sind wie bei allen Arten der Gattung Agriotes seitlich nach unten gezogen. Der feine Rand der Halsschildseiten kann in der Mitte verschwinden, in Kopfnähe und an den Hinterwinkeln des Halsschildes ist er gut erkennbar. Im Gegensatz zu anderen Gattungen der Unterfamilie verläuft er leicht geschwungen nach vorn unten (Bild 1 und Bild 2) und ist in der Nähe des Kopfes von oben nicht mehr sichtbar. Auf der Körperunterseite ist der Halsschild mit der Vorderbrust verwachsen, nur vorn ist die Verwachsungsnaht (Prosternalnaht, Bild 6) etwas vertieft, um die Fühler aufnehmen zu können. Die Vorderbrust ist vorn schwach gerundet erweitert und leicht nach unten gebogen (Bild 1). Hinten ist sie in einem schmalen Fortsatz ausgezogen (Bild 4, Bild 6), der in eine entsprechende Grube in der Mittelbrust einschnappen kann. Dieser Schnellmechanismus ermöglicht es dem Käfer, sich aus der Rückenlage in die Luft zu schnellen. Die Beine sind schwach, die Hinterhüften schmal. Die Tarsen sind alle fünfgliedrig, ihre Länge nimmt nach außen allmählich ab. Die Krallen sind nicht gesägt.
Die Hinterhüfte, die nach hinten an die Hinterbrust anschließt, ist zur teilweisen Aufnahme der Hinterschenkel ausgehöhlt. Den Teil, der mit der Hinterbrust auf gleicher Ebene liegt, nennt man Schenkeldecke. Die Form der Schenkeldecken ist ein wichtiges Bestimmungsmerkmal. Sie verschmälern sich beim Saatschnellkäfer nicht von innen nach außen stetig, sondern sind im inneren Drittel nahezu parallel breit und bilden beim Beginn der Verschmälerung einen abgerundeten stumpfen Winkel. Am Innenrand haben sie einen nach hinten weisenden stumpfen Zahn (Bild 7). Über der Einlenkung der Fühler vor den Augen entspringt die Stirnleiste. Diese randförmige Vorwölbung verläuft beim Saatschnellkäfer in einem leichten Bogen nach vorn aus (Bild 5). Der Kopf fällt abgerundet nach unten, die Mundwerkzeuge zeigen in der Ruhelage leicht nach hinten.
Der Halsschild ist über den Hinterwinkeln am breitesten und dort breiter als lang. Die Hinterwinkel sind gewölbt und gekielt, der Kiel ist von oben neben dem Halsschildseitenrand deutlich erkennbar. Die dichte und kurze Halsschildbehaarung zeigt auf der Scheibe nach hinten, nahe der Basis zunehmend schräg nach innen. Die elfgliedrigen Fühler sind fast fadenförmig. Vom zweiten bis zum letzten Fühlerglied ist keines deutlich länger oder kürzer als die restlichen. Die Flügeldecken werden durch Punktreihen in abwechselnd schmalere und breitere Streifen unterteilt. Die ungeraden Zwischenräume sind breiter, gewölbter und dichter behaart als die übrigen. Diese Behaarung ist gelblichgrau, kurz und nach hinten gerichtet. Dadurch wirken die Flügeldecken abwechselnd heller und dunkler gestreift (Bild 3).

## Larve
Die Larve (Bild 8, Bild 9) ist drehrund, besitzt drei Beinpaare und ein gut chitinisiertes Außenskelett. Sie ist gelb-orange und das letzte Segment ist konisch zugespitzt (Drahtwurm).

## Verbreitung
Der Käfer ist von Mittelasien bis Nordafrika über ganz Europa außer dem hohen Norden verbreitet und auch nach Übersee verschleppt.

## Biologie
Die Art kommt auf offenem Gelände vor. Sie ist auf Wiesen, Feldern, Heide, in Flussauen und an Waldrändern zu finden. Man findet die Käfer dort auf blühenden Kräutern und Gebüsch, in abgestorbenen Grasbüscheln, auch unter Steinen und in pflanzlichem Detritus.
Die Weibchen legen ihre Eier einzeln, aber auch in kleinen Gruppen ab. Die Larven leben im Boden und benötigen vier bis fünf Jahre bis zur Verpuppung.
Die Larven fressen Wurzeln, die Käfer Gräser oder Blätter von Schmetterlingsblütlern.
Der Saatschnellkäfer gehört zu den gefährlichsten Pflanzenschädlingen, der insbesondere Getreidepflanzen, Mais, Tabak und Zuckerrüben befällt.